# Фридрих II фон Абенберг
Фридрих II фон Абенберг (на немски: Friedrich II, Graf von Abenberg; † 26 юли 1183, Ерфурт) е граф на Абенберг-Френсдорф-Рангау.

## Произход и наследство
Той е син на граф Рапото фон Абенберг († сл. 1172) и съпругата му Матилда фон Ветин († 1152), дъщеря на Деди IV от Ветин († 16 декември 1124) и Берта фон Гройч († 16 май 1144), дъщеря на Випрехт фон Гройч († 22 май 1124), маркграф на Майсен и Лужица. Племенник е на Ото фон Бамберг († 30 юни 1139), епископ на Бамберг (1102 – 1139). Брат е на Хилдегард фон Абенберг († сл. 1160), омъжена за Конрад II фон Раабс († ок. 1191), бургграф на Нюрнберг, Конрад фон Абенберг († сл. 1165) и на Берта фон Абенберг († сл. 1171), абатиса на Китцинген.
Графовете фон Абенберг правят през 12 век Френсдорф център на управлението на техните собствености в територията на Бамберг.
Фридрих II фон Абенберг се удавя в канализацията при Ерфурт на 26 юли 1183 г. Неговият син Фридрих III фон Абенберг е последният граф от рода. През 1236 г. градът и замъкът чрез женитба отиват на род Хоенцолерн.

## Фамилия
Фридрих II фон Абенберг се жени за София († сл. 1181). Те имат един син:
- Фридрих III фон Абенберг († 1201), граф на Абенберг, женен за Гертруд (* ок. 1172; † сл. 1222). Гертруд се омъжва втори път 1205 г. за граф Лудвиг I фон Цигенхайн († сл. 17 януари 1229).